# Жемендзиці
Жемендзиці (пол. Rzemiędzice) — село в Польщі, у гміні Слабошув Меховського повіту Малопольського воєводства.
Населення — 172 особи (2011).
У 1975-1998 роках село належало до Келецького воєводства.

## Демографія
Демографічна структура станом на 31 березня 2011 року:
|          | Загалом | Допрацездатний вік | Працездатний вік | Постпрацездатний вік |
| -------- | ------- | ------------------ | ---------------- | -------------------- |
| Чоловіки | 79      | 11                 | 56               | 12                   |
| Жінки    | 93      | 20                 | 51               | 22                   |
| Разом    | 172     | 31                 | 107              | 34                   |